# 그루벤발트역
그루벤발트역(독일어: Bahnhof Grubenwald)은 스위스 베른주 츠바이지멘에 있는 기차역이다. 슈피츠-츠바이지멘선의 중간 정류장이며, 지역 열차로만 운행된다.

## 운행편
다음 서비스는 그루벤발트에서 정차한다.
- 레기오 : 츠바이지멘과 베른까지 매시간 운행